# 출소
출소(出所)는 죄수가 교도소에서 복역을 마치고 나오는 일이다. 
일반적으로 출소는 출소 당일 이른 아침에 이루어진다.

## 출소의 종류
- 만기출소 : 정해진 형량을 모두 채우고 하는 출소이다. 살인죄로 징역 15년을 선고받고 복역한후 출소하는 식이다.
- 조기출소 : 정해진 형량을 모두 채우지 못하고 하는 출소이다.주로 가석방을 뜻한다.

살인죄로 징역 15년을 선고받고 복역하던중 10년차일 때 가석방으로 출소하는 식이다.
또한 해당 범죄자에게 특별사면이 내려져서 조기출소하기도 한다.